# 海老原有希
海老原有希（日语：／ Ebihara Yuki，1985年10月28日—），日本女子标枪运动员。她曾获得2006年亚洲运动会女子标枪铜牌和2010年亚洲运动会女子标枪金牌。她也参加了2012年夏季奥运会和2016年夏季奥运会。